# گلنمور (اجتماع)، ویسکانسین
گلنمور (به انگلیسی: Glenmore) یک منطقهٔ مسکونی در ایالات متحده آمریکا است که در شهرستان براون، ویسکانسین واقع شده‌است. گلنمور ۲۸۱٫۰۳ متر بالاتر از سطح دریا واقع شده‌است.